# Urgula
Urgula (en rus: Ургула) és un poble del Daguestan, a Rússia, que en el cens del 2010 tenia 201 habitants. Pertany al districte rural d'Agvali.